# Awful Things
«Awful Things» (с англ. — «Ужасные вещи») — песня американского рэпера Lil Peep при участии Lil Tracy с его первого студийного альбома Come Over When You’re Sober, Pt. 1 (2017). Он был выпущен в качестве третьего сингла с альбома 28 июля 2017 года. Этот трек был спродюсирован Smokeasac и IIVI, и написан Джорджем Астасио, Джейсоном Пебвортом, Джоном Шейвом и Lil Peep. Песня является вторым синглом Lil Peep попавшем в чарты в США, поднявшаяся на 79 место на Billboard Hot 100 после его смерти 15 ноября 2017 года.

## Критика
Песня была отмечена Billboard как одна из семи лучших треков из дискографии Lil Peep.

## Позиции в чартах
После смерти Lil Peep «Awful Things» дебютировала под номером 79 в американском чарте Billboard Hot 100 на неделе, начинающейся 9 декабря 2017 года, став наивысшей позицией Lil Peep в чарте США, набрав 8,4 миллиона стримов и продаж и 3000 загрузок по данным Nielsen Music. Песня позже вышла с Hot 100 на следующей неделе.
В Канаде песня дебютировала под номером 58 на Canadian Hot 100 наряду с «Save That Shit» на неделе, начинающейся 9 декабря 2017 года, где она стала самой высокой став наивысшей позицией Lil Peep в чарте Канады. Позже она опустилась на 98 позицию на следующей неделе, начиная с 16 декабря 2017 года. Песня позже вышла из чарта на неделе, начинающейся 23 декабря 2017 года, пробыв в общей сложности две недели в чарте Canadian Hot 100.

## Музыкальное видео
Премьера клипа «Awful Things» состоялась 17 августа 2017 года. Режиссёром клипа выступил Sus Boy & Nick Koenig, продюсером — Даниэль Острофф. Режиссёром-постановщиком видео был Си Джей Брион, автором сюжета — Оливия Стиглич, а креативным консультантом — Грэм Барретт. По состоянию на октябрь 2020 года он превысил 215 миллионов просмотров на YouTube.

## Кавер
Американская группа Good Charlotte исполнила кавер-версию песни 2 декабря 2017 года во время поминальной церемонии Lil Peep в Лонг-Бич, Нью-Йорк. Студийная запись песни была позже официально выпущена 22 декабря 2017 года на лейбле MDDN Records.

## Чарты

### Недельные чарты
| Чарт (2017)               | Высшая позиция |
| ------------------------- | -------------- |
| Канада (Canadian Hot 100) | 58             |
| США Billboard Hot 100     | 79             |

### Годовые чарты
| Чарт (2019)      | Позиция |
| ---------------- | ------- |
| Португалия (AFP) | 2301    |

## Сертификации
| Регион                                                                      | Сертификация | Продажи   |
| --------------------------------------------------------------------------- | ------------ | --------- |
| Австралия (ARIA)                                                            | Золотой      | 35 000    |
| Великобритания (BPI)                                                        | Серебряный   | 200 000   |
| США (RIAA)                                                                  | Платиновый   | 1 000 000 |
| Данные о продажах + прослушиваниях приведены только на основе сертификации. |              |           |